# Tadeusz Forowicz
Tadeusz Forowicz (ur. 8 lipca 1922 we Lwowie, zm. 21 sierpnia 2013 we Wrocławiu) – polski architekt wnętrz i projektant; rektor Państwowej Wyższej Szkoły Sztuk Plastycznych we Wrocławiu w latach 1967–1980.
W czasie II wojny światowej żołnierz AK, ps. Zbigniew Kornet. Po wojnie wieloletni pracownik Katedry Architektury Wnętrz PWSSP we Wrocławiu. Był uznanym projektantem mebli i wnętrz, redaktorem naczelnym miesięcznika „Mój dom” oraz członkiem Związku Polskich Artystów Plastyków (ZPAP). Wiceprzewodniczący komitetu organizacyjnego Sympozjum Plastycznego Wrocław ’70. Pochowany na Cmentarzu Grabiszyńskim we Wrocławiu.

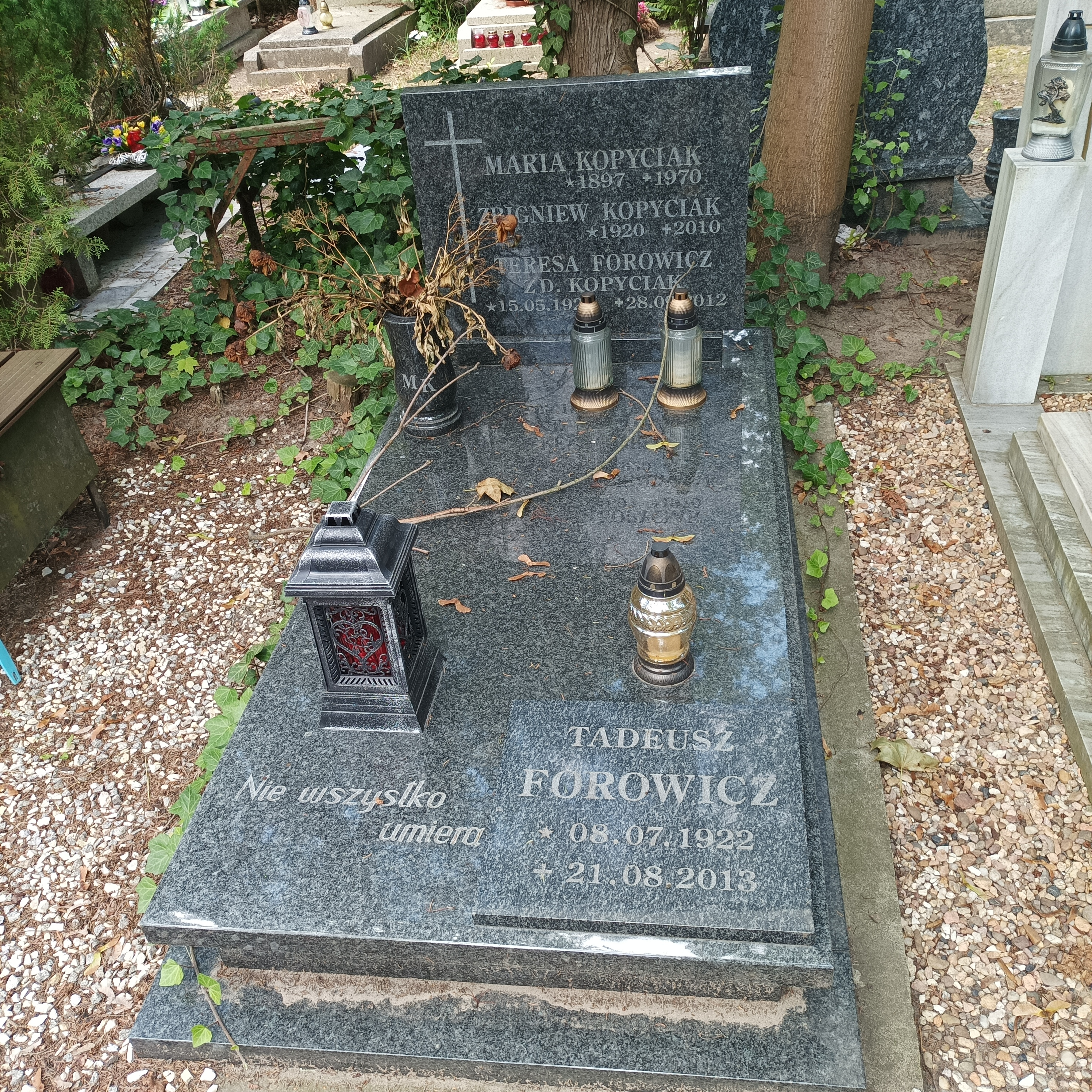
Grób Tadeusza Forowicza na Cmentarzu Grabiszyńskim